# Busk
Busk (ukrainska: Буськ) är en stad i Lviv oblast i västra Ukraina. Busk, som erhöll stadsprivilegier år 1411, hade 8 580 invånare år 2004.

## Andra världskriget
Den 1 juli 1941 ockuperades Busk av tyska trupper. 1 500 judar förintades i Busk.